# Гольдштейн, Уриэль Моисеевич
Уриэль (Юлий) Моисеевич Гольдштейн (ивр. אוריאל גולדשטיין‎; 1887, Томск — 14 марта 1959, Нью-Йорк, Нью-Йорк) — музыкант, скрипач, основатель Высшей музыкальной школы имени А. К. Глазунова в Харбине.

## Образование
Окончил Петербургскую консерваторию, а затем затем продолжил обучение в Германии. В 1910 году окончил Берлинскую Королевскую академию по классу скрипки под руководством профессора Марто и профессора Бруха. В 1911 году получил звание свободного художника в Петербургской консерватории.

## Карьера
С 1913 года работал в Санкт-Петербурге, солистом-концертмейстером Театра музыкальной драмы.
В 1915 уезжает на Кавказ.
Около 1918 года переезжает с семьей в Баку, где совместно с музыкантами братьями Левьен, художником Самородовым Е. С. и актером Коганом создал театр «Момус».
В 1923 году стал заведующим Музыкальным техникумом отдела Народного Образования Баксовета.
В 1924 году преподавал в Бакинской консерватории.
В 1925 году вместе с семьей перебирается в Москву. Вместе с будущей второй супругой пианисткой В. И. Блювштейн-Диллон создал Музыкальную школу им. Шаляпина, с которым, по свидетельствам современников, был дружен.
В 1926 году уезжает на гастроли в Харбин, и больше не возвращается в Россию. Здесь была основана будущая вторая харбинская консерватория, изначально носившая название Городская. 18 августа 1928 года она была переименована в Высшую музыкальную школу имени А. К. Глазунова. Школа находилась в синагогальном училище на улице Паою района Даоли Харбина(ныне в второй Корейской школе на улице Тунцзян района Даоли). В этой школе преподавали в соответствии с учебной программой Петербургской консерватории, где работала группа высококвалифицированных сотрудников музыкального образования. Всего через стены Высшей музыкальной школы им. А. К. Глазунова прошли свыше 500 музыкантов. Школа подготовила семь своих выпусков (каждый из них широко отмечался харбинской русской прессой) — блестящую плеяду профессионалов, многие из которых сделали себе мировое имя, как, например, Алексей Абаза, Анатолий Ведерников, Ананий Шварцбург, скрипач Лев Тышков.
В 1936 году школа была закрыта и восстановлена только в 2014 году.
Гольдштейн и Блювштейн-Диллон перебрались в Тель-Авив. В 1938 году они и здесь открыли Высшую музыкальную школу.
После смерти второй супруги в 1946 году переехал с дочерью в Нью-Йорк, где прожил до конца жизни.

## Личная жизнь
Первая жена — певица Розалия Павловна Дунаевская, дочь дирижера и композитора Павла (Пинхаса) Дунаевского. В этом браке родился сын Павел (1917—16.03.1982, Иерусалим), мемуарист-эссеист.
Вторая жена — пианистка Вера Исаевна Блювштейн-Диллон (1.04.1895, Саратов — 28.09.1946, Тель-Авив). От этого брака родилась дочь Элеанора (1927—1997), ставшая известным музыкантом. Элла училась у русского пианиста Александра Боровского и окончила Амстердамскую музыкальную академию, затем в Тель-Авиве у Лео Кестенберга.